# Cheiromeles
Genre
Cheiromeles est un genre de chauves-souris d'Asie du Sud-Est appartenant à la famille des Molossidae.

## Liste des espèces
- Cheiromeles torquatus Horsfield, 1824 - Chauve-souris nue
- Cheiromeles parvidens Miller et Hollister, 1921